# 箕作佳吉
箕作 佳吉（みつくり かきち、1858年1月15日（安政4年12月1日）- 1909年（明治42年）9月16日）は明治時代の日本の動物学者。理学博士。

## 略歴
津山藩医・箕作秋坪の三男。菊池大麓は兄、箕作元八は弟。江戸津山藩邸で生まれ、1870年（明治3年）慶應義塾に入学、1872年（明治5年）大学南校に学んだのち1873年（明治6年）に渡米。ハートフォード中学からレンセラー工科大学で土木工学を学び、のちイェール大学、ジョンズ・ホプキンズ大学に転じ動物学を学ぶ。その後英国・ケンブリッジ大学に留学。
帰国後東京帝国大学理科大学で日本人として最初の動物学の教授となり、1888年（明治21年）理学博士、その後東京帝国大学理科大学長を務めた。ほか、1883年（明治16年）5月から母校・慶應義塾にて後藤牧太、中村貞吉、印東玄得らと共に理学講習会を教授した。動物分類学、動物発生学を専攻。カキ養殖や真珠養殖に助言するなど水産事業にも貢献した。
1907年（明治40年）頃より腎臓炎・脳溢血を患って静養していたが、次第に悪化して精神障害も発症した後、1909年（明治42年）に死去した。

## 業績
- 「真珠王」こと御木本幸吉に対してアコヤガイの養殖が学理的に可能であると助言した。
- 日本動物学会を結成した。
- 三崎臨海実験所を設立した。

## 献名された生物
箕作佳吉は日本の動物学の草創期の指導者であったため、佳吉に献名された和名や学名を持つ生物がいくつか知られる。
学名に献名された生物
Coeloplana mitsukurii Abbott （クラゲムシの一種）
Mitsukurina owstoni（ミツクリザメ属）
Scirpus mitsukurianus (マツカサススキ)
和名に献名された生物
ミツクリエビ
ミツクリザメ
ミツクリエナガチョウチンアンコウ

## 一族
- 父・箕作秋坪 ‐ 儒者・菊池陶愛の子
- 母・つね ‐ 箕作阮甫の三女。 甥に箕作麟祥（箕作省吾の子）、呉文聰、呉秀三
- 長兄・箕作奎吾 - 夭折。元幕府派遣英国留学生
- 二兄・菊地大麓 - 男爵、東京帝国大学総長。
  - 子に菊池正士など、娘婿に美濃部達吉、鳩山秀夫、末弘厳太郎、平山復二郎、川村秀文
- 弟・箕作元八
  - 子に箕作秋吉など、娘婿に甲野謙三など
- 異母妹・直子 ‐ 人類学者・坪井正五郎の妻
- 妻・やす ‐ 五島孝継（岐阜県士族、内務省准奏仕御用掛[2]）の娘。5男2女をもうけたが[3]、うち長男・阮一、三男・順三、長女・秋子、四男・矩雄の3男1女は夭折[3]。
  - 次男・箕作良次 (1885-？) ‐ 実業家。東京帝国大学法科大学政治学科卒業後日本郵船カルカッタ支店長をへて、昭和スレート專務取締役、冨士スレート取締役、コンマーシヤル・インデリセンス・ビユーロー專務理事、六洲商会主[4]
  - 五男・箕作新六 (1893-1953) ‐ 理学博士、東北大学教授。満鉄撫順化学研究所所長なども務めた[5]。妻は穂積八束の三女。
  - 次女・吉阪花子 (1897-？) ‐ 吉阪俊蔵の妻[3]。子に建築家の吉阪隆正

## 栄典・授章・授賞
位階
- 1883年（明治16年）2月16日 - 正七位
- 1886年（明治19年）7月8日 - 従六位[6]
- 1892年（明治25年）2月29日 - 正五位
- 1896年（明治29年）7月10日 - 従五位
- 1897年（明治30年）10月30日 - 正五位[7]
- 1901年（明治34年）3月20日 - 従四位[8]
- 1906年（明治39年）5月11日 - 正四位
- 1909年（明治42年）9月17日 - 従三位[9]

勲章等
- 1894年（明治27年）12月26日 - 勲六等瑞宝章[10]
- 1899年（明治32年）6月24日 - 勲五等双光旭日章
- 1900年（明治33年）12月20日 - 勲四等瑞宝章[11]
- 1902年（明治35年）12月27日 - 勲三等瑞宝章
- 1906年（明治39年）4月1日 - 勲二等瑞宝章
- 1909年（明治42年）9月17日 - 旭日重光章[9]

## 著作
- 「博物学」（大隈重信撰、副島八十六編修 『開国五十年史 上巻』 開国五十年史発行所、1907年12月）
  - 大隈重信撰、副島八十六編修 『開国五十年史 上巻』 原書房〈明治百年史叢書〉、1970年11月

著書
- 『通俗 動物新論』 敬業社、1895年5月
- 『普通教育 動物学教科書』 開成館〈新世紀教科叢書〉、1900年11月
  - 『普通教育 動物学教科書』 開成館、1902年2月修正再版
- 『普通教育 動物学教科書註釈』 開成館、1901年2月

## 関連文献
- 『動物学雑誌』第22巻第256号（箕作博士記念号） 東京動物学会、1910年2月
- 「箕作佳吉 : 新しい動物学と実験場の導入」（上野益三著 『日本動物学史』 八坂書房、1987年1月、ISBN 9784896945690）
  - 上野益三著 『博物学者列伝』 八坂書房、1991年12月、ISBN 4896946146
- 磯野直秀「箕作佳吉と本邦動物学」『慶應義塾大学日吉紀要. 自然科学』第4号、慶応義塾大学日吉紀要刊行委員会、1988年、1-21頁、ISSN 09117237、NAID 40004620057。
- 磯野直秀『三崎臨海実験所を去来した人たち : 日本における動物学の誕生』学会出版センター、1988年。ISBN 4762215570。 NCID BN02531105。
- 磯野直秀 「箕作佳吉 : 日本動物学の父」（木原均ほか監修 『近代日本生物学者小伝』 平河出版社、1988年12月、ISBN 4892031402）
- 溝口元「動物学者箕作佳吉,谷津直秀の滞米在学記録について」『生物学史研究』第64号、日本科学史学会生物学史分科会、1999年10月、65-75頁、ISSN 03869539、NAID 40002071530、CRID 1520009410503887104。